# Электрический всадник
«Электрический всадник» (англ. «The Electric Horseman», — другой перевод названия: «Электрический ковбой») — фильм-драма Сидни Поллака с Робертом Редфордом и Джейн Фондой.

## Сюжет
Сонни Стил, в прошлом ковбой и победитель различных родео, сейчас выступает в Лас-Вегасе вместе со скакуном по кличке Восходящая звезда (англ. Rising Star), рекламируя кашу для завтрака и часто прикладываясь к бутылке. Но однажды он узнаёт, что его лошади путём инъекции вводят седативные препараты, чтобы успокоить буйный нрав животного. В знак протеста Сонни выкрал скакуна и решает вместе с ним пересечь страну, чтобы выпустить в одном из каньонов, где пасутся целые стада диких лошадей. Репортёр Хэлли Мартин, узнав об этом и решив написать первой об истории бывшего ковбоя и его скакуна, догоняет Сонни и следует за ним в его необычном путешествии.

## В ролях
- Роберт Редфорд — Сонни
- Джейн Фонда — Хэлли
- Валери Перрин — Шарлота